# Histeromerus orientalis
Histeromerus orientalis är en stekelart som beskrevs av Chou 1991. Histeromerus orientalis ingår i släktet Histeromerus och familjen bracksteklar. Inga underarter finns listade i Catalogue of Life.